# South Park Conservatives
South Park Conservatives: The Revolt Against Liberal Media Bias (ISBN 0-89526-019-0) — книга, яку написав Брайан Сі Андерсон. У книзі досліджується ідея про те, що традиційні мас-медіа США упереджені по відношенню до консерваторам, але нові медіа-сервіс (Інтернет, кабельне телебачення, розмовне радіо), навпаки, надають консерваторам певну вагу в інформаційній сфері. Назва «South Park Conservatives» (Саут-Парк-консерватори) засноване на введеному Ендрю Салливаном терміні «Саут-Парк-республіканець».